# Neomisellina
Neomisellina es un género de foraminífero bentónico de la subfamilia Misellininae, de la familia Verbeekinidae, de la superfamilia Fusulinoidea, del suborden Fusulinina y del orden Fusulinida. Su especie tipo es Schwagerina lepida. Su rango cronoestratigráfico abarca desde el Kunguriense (Pérmico medio) hasta el Guadalupiense (Pérmico superior).

## Discusión
Clasificaciones más recientes incluyen Neomisellina en la superfamilia Neoschwagerinoidea, y en la subclase Fusulinana de la clase Fusulinata.

## Clasificación
Neomisellina incluye a las siguientes especies:
- Neomisellina brevis †
- Neomisellina delicata †
- Neomisellina douvillei †
  - Neomisellina douvillei tenuissima †
- Neomisellina dutkevitchi †
- Neomisellina lepida †
  - Neomisellina lepida yuexiensis †
- Neomisellina leshanensis †
- Neomisellina magna †
- Neomisellina multialveola †
- Neomisellina multivoluta †
- Neomisellina quasiovalis †
- Neomisellina shanxiensis †
- Neomisellina shizhuensis †
- Neomisellina sichuanensis †
- Neomisellina sphaeroidea †
  - Neomisellina sphaeroidea regularis †
- Neomisellina susongensis †